# Viktor Vincens
Velečasni Viktor P. Vincens (Levanjska Varoš kraj Đakova, 1914. – Argentina, 1. listopada 1989.) bio je hrvatski svećenik i novinar.

## Novinarski rad
Njegovo se ime vezuje uz novinarski rad interniraca u izbjegličkom logoru u Fermu, odnosno uz izdavanje listova Logorske viesti, Ave i Croatia.

## Vanjske poveznice
- Bibliografija Hrvatske revije  Arhivirana inačica izvorne stranice od 20. lipnja 2006. (Wayback Machine) Franjo Hijacint Eterović: Trideset godina hrvatskog iseljeničkog tiska 1945-1975.
- Bibliografija Hrvatske revije[neaktivna poveznica] Josip Borošak: Svećenik Viktor Vincens : in memoriam